# 興陵 (南吳)
興陵，即唐朝末年吴王杨行密墓，位于今安徽省合肥市长丰县吴山镇东南方。X024县道南侧一座大冢即是杨行密墓，公路北侧为吴山中学。1995年“吴王遗踪”入选了“合肥十景”的最后一景。
一说杨行密墓在江苏省扬州市仪征市。